# Marie de Béarn
Pour les articles homonymes, voir Marie et Béarn (homonymie).

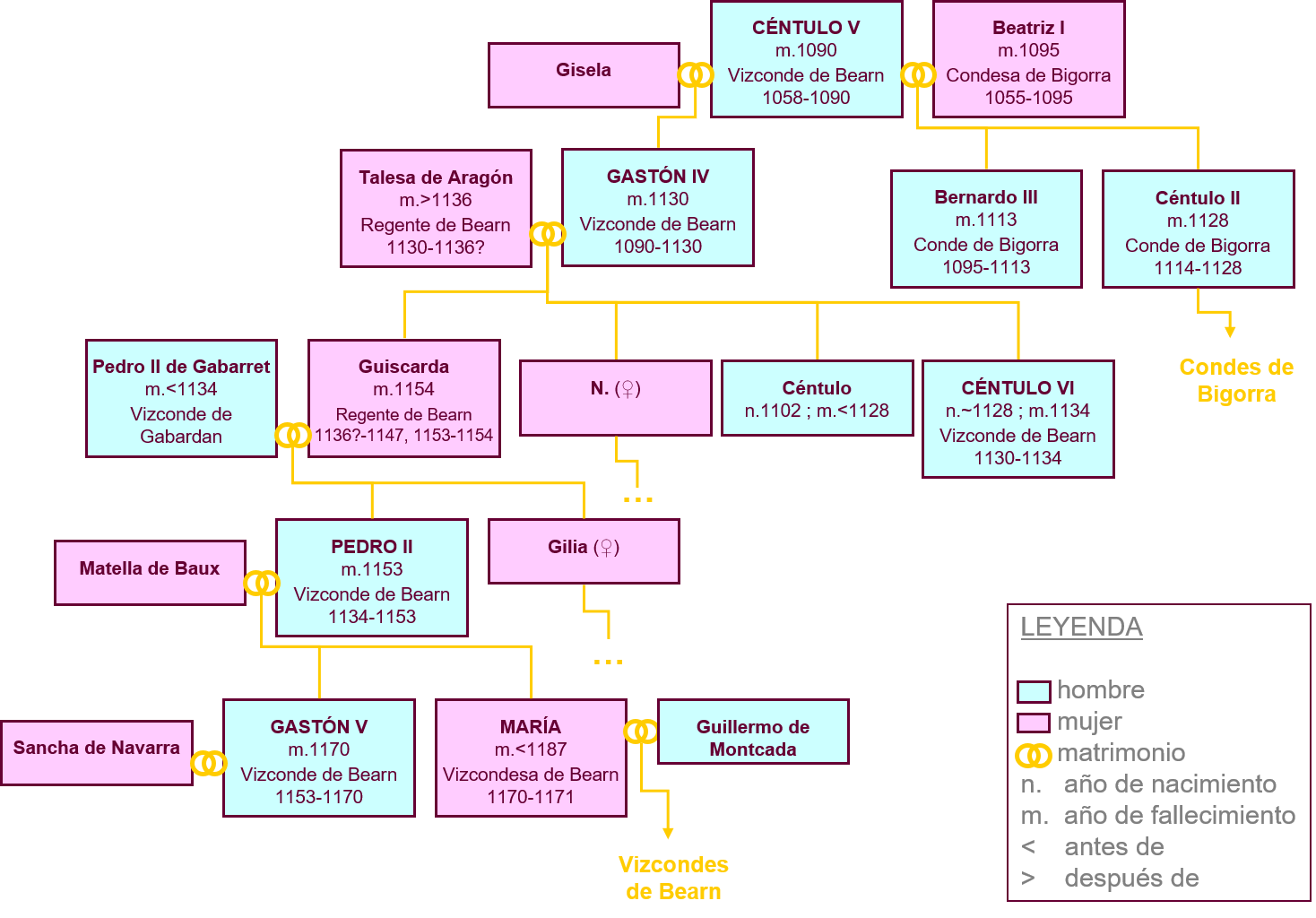
Arbre généalogique de Marie de Béarn.

Marie de Béarn fut fille, sœur et épouse de vicomte de Béarn, de Gabardan et de Brulhois, et détint brièvement le titre entre 1170 et 1171.

## Vie
Marie était célibataire lorsque son frère unique Gaston V de Béarn mourut sans descendance en 1170. Cela fit d'elle une héritière de la vicomté bien que ce titre ne fut pas normalement détenu par des femmes.
À cette époque le Béarn se trouvait dans l'orbite de la Couronne d'Aragon et pour cette raison, le premier acte de gouvernement de Marie fut d'aller en délégation à Jaca rendre hommage à son seigneur Alphonse II d'Aragon le 30 avril 1170. Alphonse imposa un contrôle total tant du Béarn que des petites vicomtés gasconnes de Gabardan et de Brulhois, usurpant ainsi les droits du duché d'Aquitaine. Il se réserva également le droit de choisir le futur mari de Marie, qui deviendrait ainsi vicomte de Béarn.
En mars 1171, un seigneur catalan, Guillaume de Moncade (ca), prêta hommage à Alphonse II pour la vicomté de Béarn. Il avait par conséquent été choisi pour être l'époux de Marie qui perdait officiellement son titre de vicomtesse. Toutefois, les notables béarnais n'acceptèrent pas cette décision d'Alphonse et se rebellèrent. Ils choisirent comme vicomte un noble du comté voisin de Bigorre qu'ils exécutèrent par la suite pour n'avoir pas respecté les fors béarnais. Ils nommèrent ensuite un autre noble d'Auvergne, qui subit le même sort deux années plus tard. Entre-temps, Guillaume projeta de conquérir le Béarn par la force mais ne put lancer aucune expédition.
Marie abandonna son époux et se retira au couvent de Sainte-Croix-Volvestre avec deux fils jumeaux nouveau-nés. Elle y reçut une délégation béarnaise qui lui demanda de leur remettre un de ses deux fils pour en faire le nouveau vicomte. Marie accepta et livra l'aîné des deux enfants, le futur Gaston VI de Béarn. Le second fils, Guillaume-Raymond, deviendra à son tour vicomte de Béarn à la mort de son frère en 1214.
On ne connaît pas la date de décès de Marie, sans doute postérieure à 1187.

## Sources
- Pierre Tucoo-Chala, Quand l'Islam était aux portes des Pyrénées : de Gaston IV le Croisé à la croisade des Albigeois, Biarritz, J&D Editions, Biarritz, 1994, 285 p. (ISBN 2-84127-022-X)